# Kendall Fuller
Kendall Fuller (Baltimore, Maryland, 13 de febrero de 1995) es un jugador profesional estadounidense de fútbol americano que se desempeña en la posición de cornerback en Miami Dolphins, equipo de la National Football League (NFL).

## Carrera
Fue seleccionado en la tercera ronda en la Reunión Anual de Selección de Jugadores de la NFL de 2016. Hizo su debut profesional con el equipo Washington Commanders, en el cual jugó dos temporadas (2016-2018), después pasó a Kansas City Chiefs (2018-2020), luego regresó a Washington Commanders (2020-2024), posteriormente pasó a Miami Dolphins, donde lleva jugando una temporada.